# Antipalpus varipes
Antipalpus varipes är en tvåvingeart som först beskrevs av Johann Wilhelm Meigen 1820.  Antipalpus varipes ingår i släktet Antipalpus och familjen rovflugor. Inga underarter finns listade i Catalogue of Life.